# Dorset (Unitary Authority)
Dorset ist eine Unitary Authority in der zeremoniellen Grafschaft Dorset in England.

## Geschichte
Die Unitary Authority Dorset entstand am 1. April 2019, als sich die Districte East Dorset, North Dorset, Purbeck, West Dorset und Weymouth and Portland zusammenschlossen.